# Nanqiao
Nanqiao (chiń. upr. 南谯区; chiń. trad. 南譙區; pinyin Nánqiáo Qū) – dzielnica miasta Chuzhou w prowincji Anhui we wschodnich Chińskiej Republice Ludowej. Liczba mieszkańców dzielnicy, w 2010 roku, wynosiła 251 894.